# Frankana Freiko
Die Frankana Freiko Firmengruppe besteht aus den beiden Schwesterfirmen Frankana Caravan + Freizeit GmbH (Eigenschreibweise: FRANKANA CARAVAN) und Freiko Handelsgesellschaft m.b.H. (Eigenschreibweise: FREIKO). Beide Unternehmen haben ihren Sitz in Gollhofen.
Sie sind auf den Großhandel mit Campingzubehör und Ersatzteilen spezialisiert. Es werden über 2500 Fachhändler weltweit beliefert. 
Die Unternehmensgruppe erwirtschaftete 2022 einen addierten Umsatz von 139,6 Mio. Euro.

## Geschichte

### 1982 Gründung in Eibelstadt
Der Strukturwandel in der Wohnwagenindustrie Anfang der 1980er Jahre zwang die Firma Knaus dazu, ihre Stammwerke in Ochsenfurt und Marktbreit zu schließen. Die fünf ehemaligen Mitarbeiter Wilfried Neumann, Roman Angly, Werner Galauke, Dieter Galauke und Hans Geisendörfer gründeten die Frankana in Eibelstadt. Damals war der Betrieb noch darauf fokussiert, Reparaturen an Freizeitfahrzeugen vorzunehmen sowie Freizeitartikel und Ersatzteile im Einzelhandel anzubieten. Als zweites Standbein wurden auch verschiedene Camping-Fachhändler in Westdeutschland mit einem alten LKW beliefert. Im ersten Jahr bauten die damaligen Gesellschafter ein Händlernetz von 60 Kunden aus.

### 1984 Expansion durch hohe Nachfrage

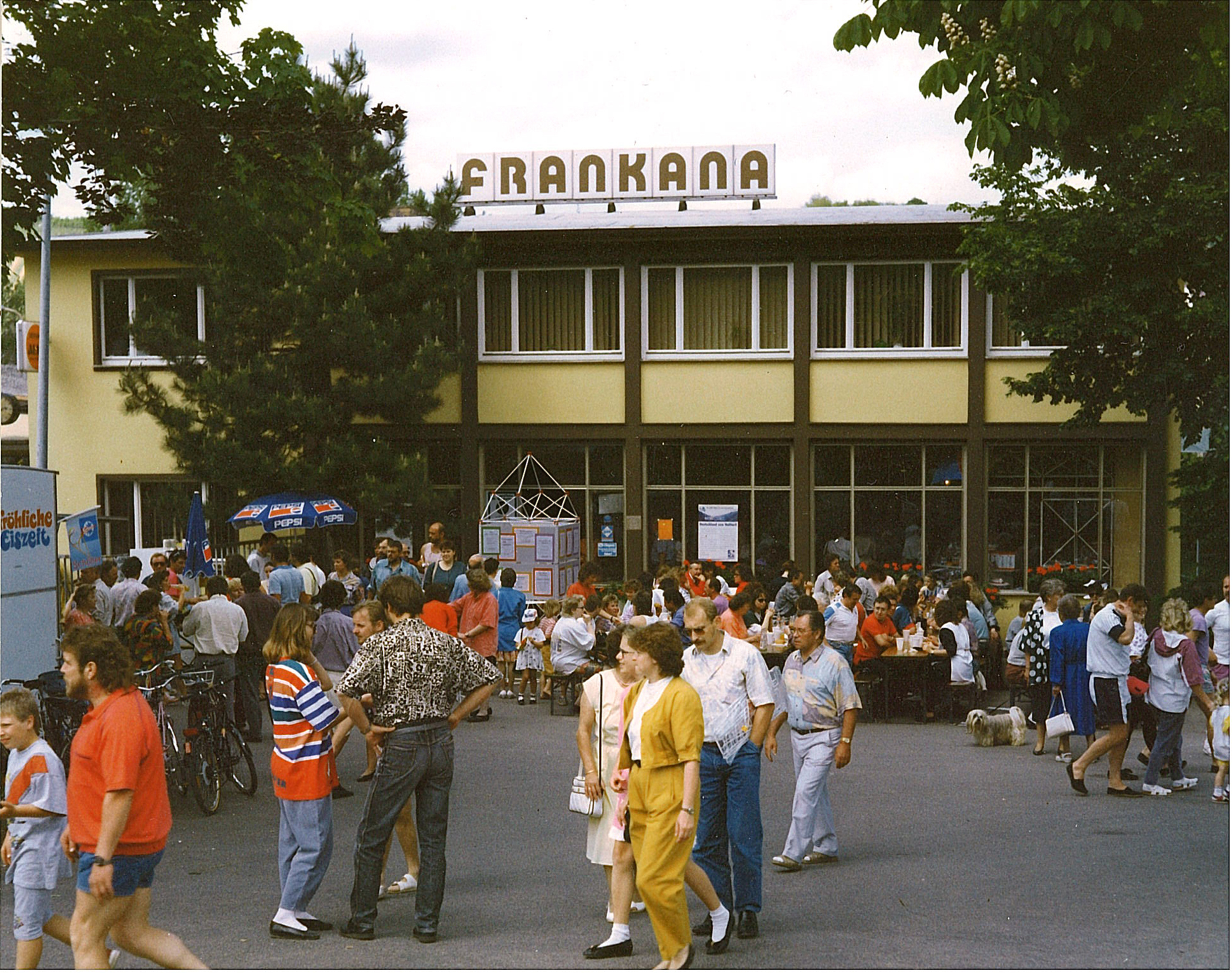
Tag der offenen Tür, 1986

Aufgrund des schnellen Wachstums des Unternehmens, entschlossen sich die Gesellschafter bereits nach einem Jahr dazu, mit den damals 14 Mitarbeitern in das stillgelegte Zweigwerk von Knaus in Marktbreit zu ziehen. Zu diesem Zeitpunkt wurde bereits vermehrt der Fachhandel im deutschsprachigen Raum beliefert. Alle 2 – 3 Jahre mussten neue Hallen gebaut werden, um dem stetig steigenden Produktsortiment gerecht zu werden.

### 1990 Gründung der Freiko Handelsgesellschaft mbH
Bald nach der deutschen Wiedervereinigung richtete Frankana den Blick auf die ehemalige DDR. Da in Ostdeutschland immer mehr Imbisswagen aufgestellt wurden und die Nachfrage nach Fritteusen, Grills und Brätern enorm anstieg, gründete Frankana daher 1990 die Tochtergesellschaft Freiko (Freizeit-Kochgeräte).

### Seit 2014: Gemeinsamer Großhandel in Gollhofen

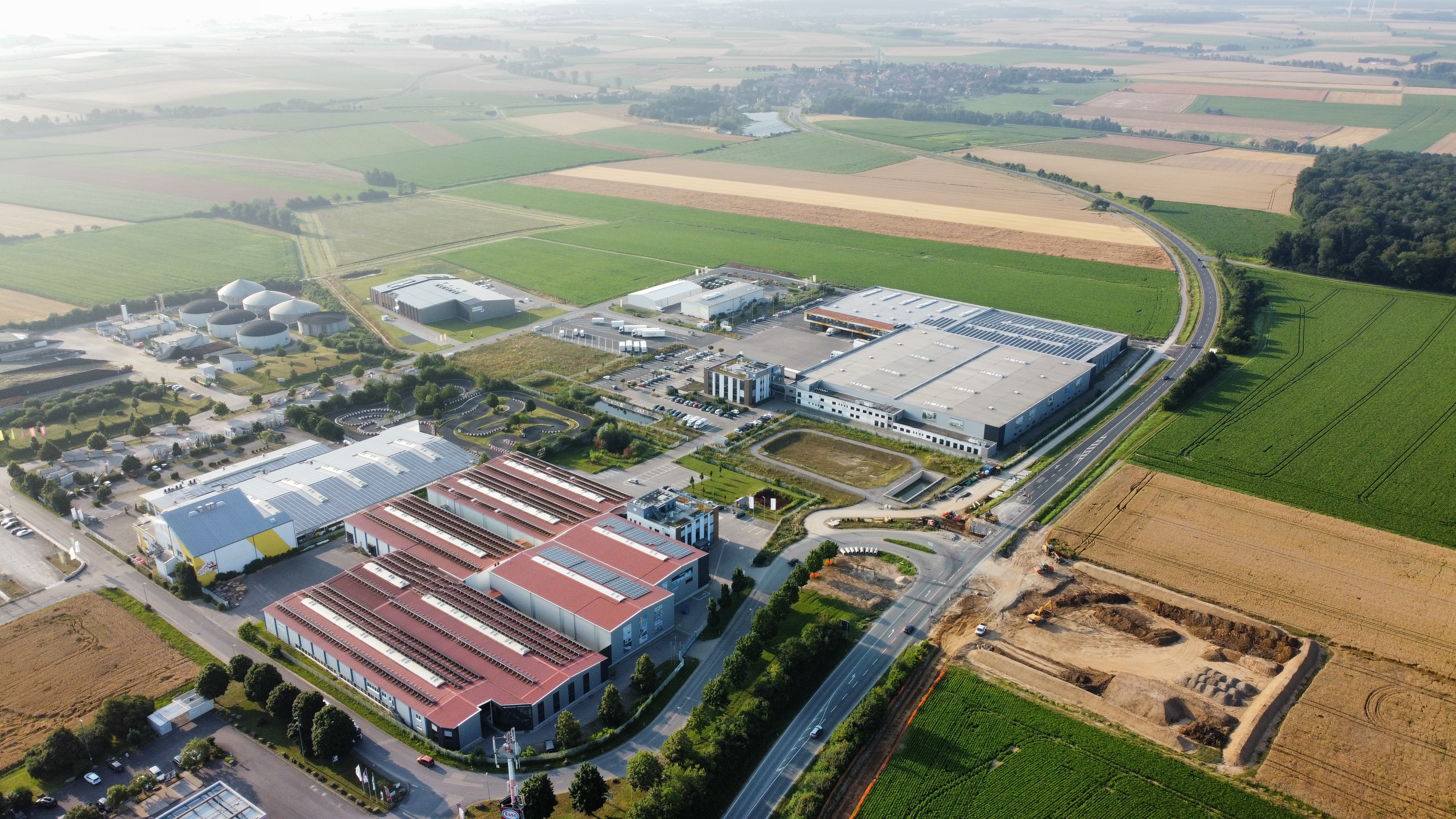
Luftaufnahme, 2021

Da das Geschäft mit den Imbisswägen immer weiter zurückging, stieg Freiko mit in das Großhandelsgeschäft ein. Ziel war es, das Produktsortiment von Frankana mit technischen Artikeln zu ergänzen. Hierzu gehörten Klimaanlagen, Satellitenschüsseln oder Kühlboxen. Das Unternehmen baute deshalb bereits Mitte der 90er Jahre im nah gelegenen Gollhofen eine Lagerhalle. Nachdem für Frankana der Raum in Gollhofen zu eng wurde, siedelte sich die Firma 2014 direkt neben Freiko an und errichtete hier ein neues Verwaltungszentrum, sowie ein Zentrallager. Der Standort Gollhofen wurde seit 2014 bereits mehrmals erweitert.

## Geschäftsmodell
Frankana Freiko ist ausschließlich als Großhandelsunternehmen tätig. Die Artikel werden am Hauptstandort Gollhofen, sowie in den Zweigstellen eingelagert, und dann ausschließlich an Fachhändler geliefert. Das Händlernetz erstreckt sich inzwischen weltweit. Zum Unternehmenskonzept gehören weitere Dienstleistungen wie Shop-Einrichtung, Beratung und Direktbelieferungen.